# Paraphlepsius rossi
Paraphlepsius rossi är en insektsart som beskrevs av Delong 1938. Paraphlepsius rossi ingår i släktet Paraphlepsius och familjen dvärgstritar. Inga underarter finns listade i Catalogue of Life.